# 平林寺

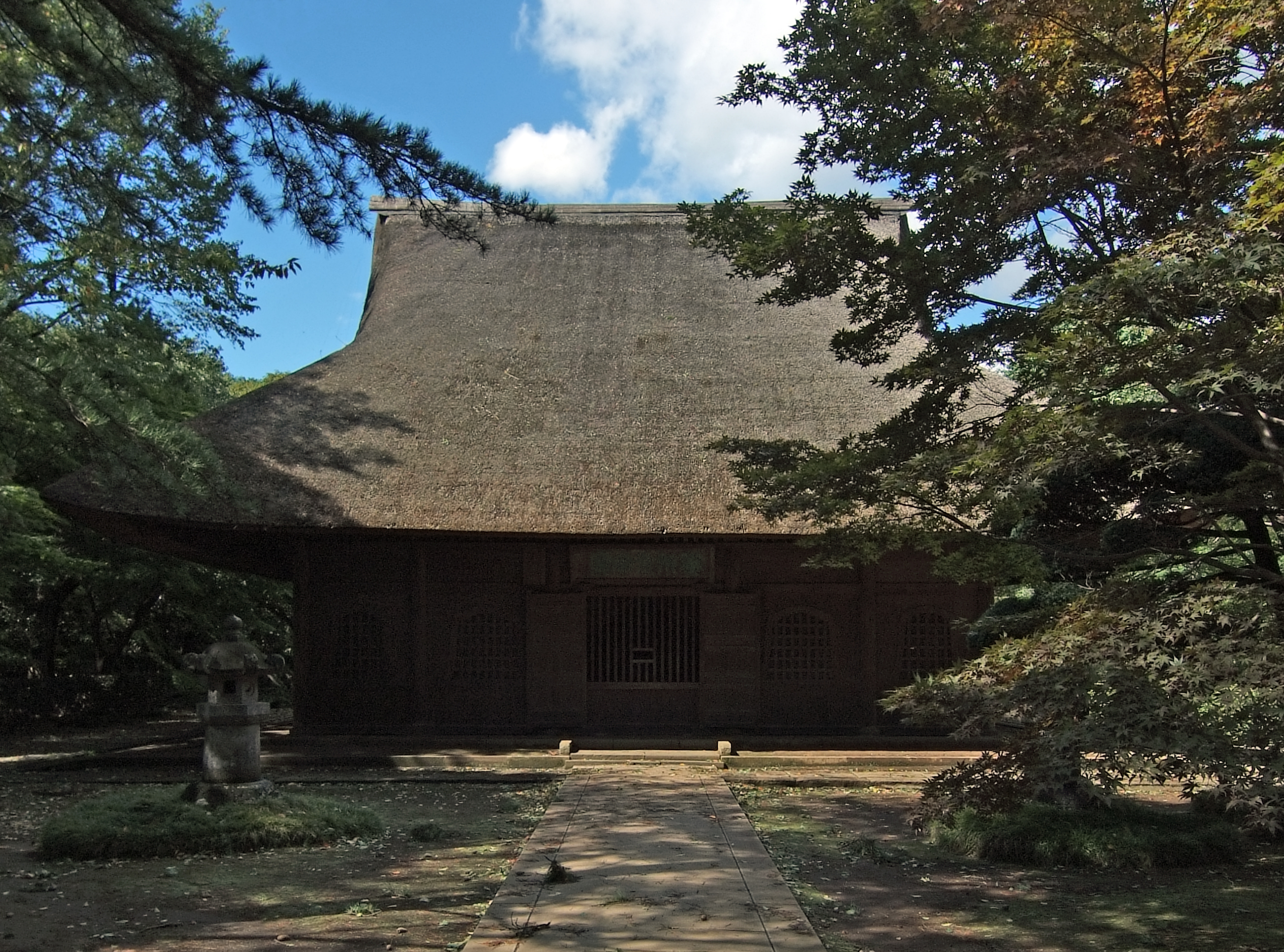
仏殿

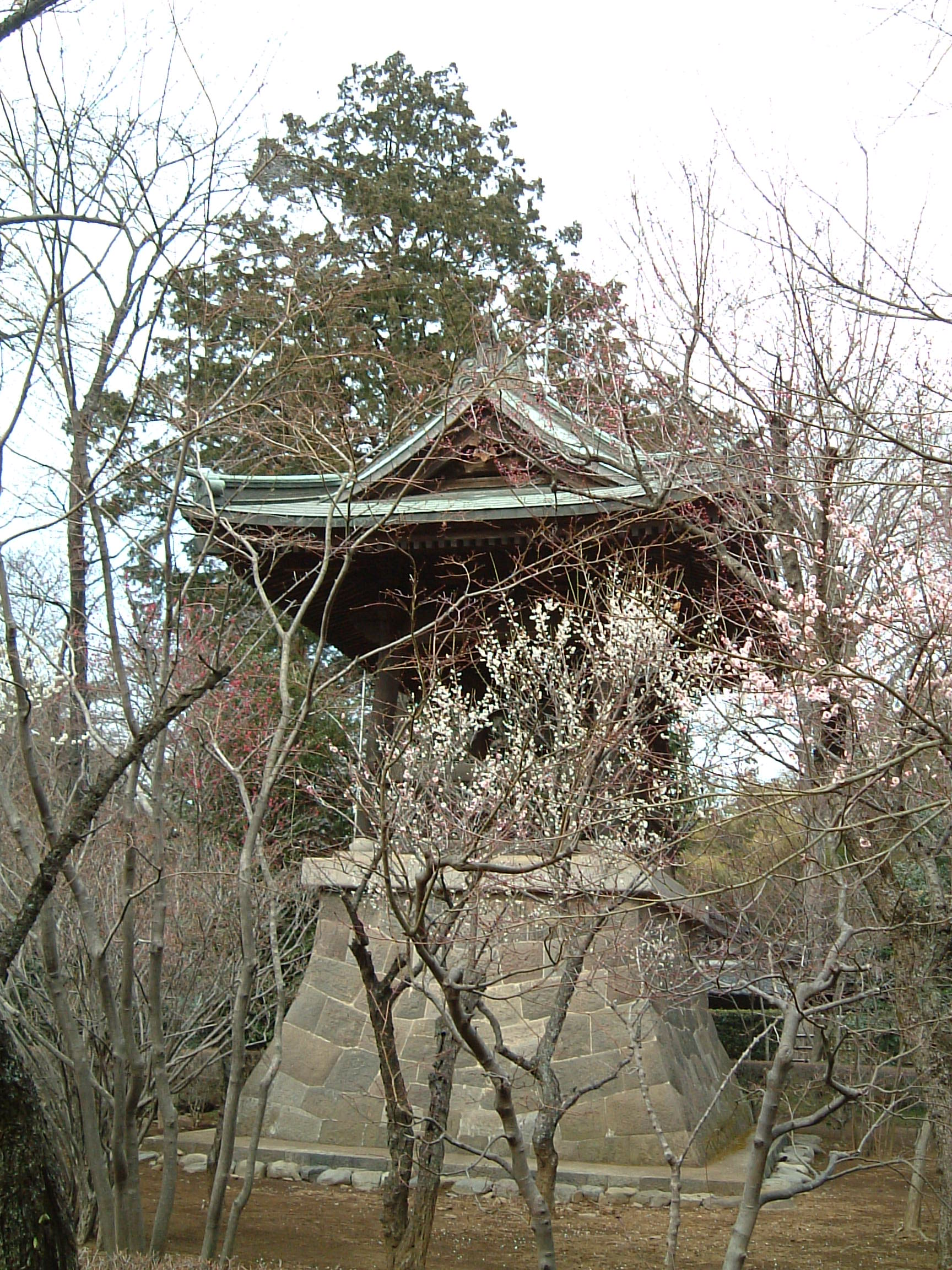
鐘楼

平林寺（へいりんじ）は、埼玉県新座市野火止にある臨済宗妙心寺派の寺院で、野火止台地に約40ヘクタールの広大な境内を有する。
山号は「金鳳山」である。この山号は、開山である石室善玖（1294年 - 1389年）が元で修行した金陵（現在の南京）の鳳台山保寧寺から「金」と「鳳」をとったといわれる。
本尊は釈迦牟尼仏。
関東でも名のある専門道場（すなわち他寺院より雲水が集まる修行場所）である。寺域の南西部にカエデ類が近年になって大量に植栽され、現在では紅葉の名所としても知られる。
境内林は、武蔵野における二次林を主体とした自然の残存地域として学術上貴重であることから、1968年（昭和43年）5月28日（文化財保護委員会告示第33号）、国の天然記念物に指定された。その後、惣門前通りに飲食店建設の計画が持ち上がり、これを阻止するべく、東南側の約1ヘクタールを1976年（昭和51年）5月12日（文部省告示第86号）に追加指定された。
平林寺境内林およびその周辺の樹林、野火止用水流域一帯の48.50ヘクタールは、昭和54年度に埼玉県の定めるふるさとの緑の景観地に指定されている。
また、新座市野火止用水・平林寺の文化的景観保存計画に基づき、野火止用水の水路部、平林寺、雑木林、農地と一体となった景観が形成される区域を、文化財保護法第2条第1項第5号により規定される
文化的景観と定めている。
平林寺を中心とした周辺樹林地68ヘクタールは、かつての武蔵野の自然環境を今に残しており、保全すべき重要な緑地であると認められることから、首都圏近郊緑地保全法(昭和四十一年法律第百一号)第三条第一項の規定により、近郊緑地保全区域に指定されている。

## 歴史
南北朝時代の1375年（永和元年）、武蔵国騎西郡渋江郷金重村、現在のさいたま市岩槻区平林寺に創建。開山は石室善玖、開基は大田備州沙弥・蘊沢（うんたく）。当初は臨済宗建長寺派。大徳寺派を経て妙心寺派の寺院となった。なお、蘊沢は、岩槻城主・太田道真（道灌の父）と同一視されることがあるが、道真は平林寺創建の時点ではまだ生まれていない。
1590年(天正18年)5月、当時の岩槻城主太田氏房が後北条氏側に付いたため、岩槻城は浅野長政らに焼かれる（小田原征伐#岩槻城（岩付城））。この戦乱の折に岩槻平林寺も伽藍の大部分を焼失し、以後無住となる。
1663年（寛文3年） 川越藩主・松平信綱の遺志をうけて、子の輝綱が菩提寺として野火止に移転。駿河臨済寺から鉄山宗鈍を招いて復興に当たらせる。
1718年（享保3年）、高玄岱が戴渓堂を建立し、独立性易の持仏を祀り、独立の碑文を書した。1903年（明治36年）に修行道場として僧堂が開単されている。
2009年（平成21年）11月26日、第125代天皇明仁・皇后美智子夫妻が紅葉狩りに訪問した。皇太子時代の1977年（昭和52年）以来の再訪である。これをきっかけに平林寺は紅葉の名所として知られることとなる。

## 境内の文化財など
- 平林寺境内林（国の天然記念物）
- 睡足軒（国の登録有形文化財）
- 平林寺林泉境内（埼玉県指定名勝）
- 総門（埼玉県指定有形文化財）

茅葺造りで、正保5年（1648年）に京都詩仙堂の石川丈山によって揮毫された『金鳳山』の山号額を掲げている。
- 山門（埼玉県指定有形文化財）

木造、茅葺、1664年（寛文4年）建立。正面には京都詩仙堂石川丈山の揮毫による『凌霄閣』の扁額を掲げる。凌霄（霄は空の意）は、空を凌ぐこと、志の高いことのたとうである。楼上桟戸の両側には花頭窓が施してあり、内部には松平信綱によって寄進された釈迦・文殊・普賢の三尊仏と十六羅漢像を安置している。
- 仏殿（埼玉県指定有形文化財）

山門と同じく岩槻から移築されたもので、禅宗様式をよく伝える唐様の建物で、間口六間、奥行五間半、茅葺きの単層入り母屋造りである。本尊は釈迦如来坐像で、阿難尊者と迦葉尊者が両脇侍として安置されている。
- 中門（埼玉県指定有形文化財）

茅葺きの切妻造りの四脚門で、総門を小振りした感じの建物である。
- 戴渓堂（たいけいどう）[注釈 2]

茅葺き宝形造り。字を独立、諱を性易と言い、別に天外一閑人と称した明の僧、独立性易の坐像と独立の念持仏であった観音像を安置している。独立は黄檗派の僧である。
- 半僧坊
- 松平信綱夫妻墓（埼玉県指定史跡）

信綱夫妻墓のほか、大河内松平家歴代の墓もある、
- 安松金右衛門墓、小畠助左衛門墓

野火止用水開削の功労者
- 島原の乱戦没者供養塔
- 増田長盛墓川越藩主
- 松永安左エ門墓
- 前田卓墓
- 平林寺文書22通（埼玉県指定有形文化財）

## 平林寺境内林再生事業
もともと農用林であった武蔵野の雑木林は、樹木の直径が15～20センチメートルほどに成長すると薪炭材として伐採し、伐採後の切り株から萌芽するひこばえを次の新しい幹に仕立てていた。こうすることによって15年程度のサイクルで薪炭に適した大きさに生長し更新することを通じて、武蔵野の雑木林の景観が維持されていた。これを萌芽更新という。
戦前から昭和40年頃にかけて撮影された境内林の写真集などから分かる姿は、樹の直径は小さく樹高は低く、また、肥料等に利用するため落ち葉を回収しに周辺の人々が出入りしていたので、林床にササ類などはほとんどない。こうして武蔵野の雑木林は循環型農業の一端を担っていた。
近年になってエネルギー革命や金肥の普及の結果、農業が基盤としていた雑木林を中心とした循環系は破綻した。その結果、国の天然記念物指定当時と比べると、平林寺境内林の景観や植生の変化、林床植生の貧化が進行している。
これを受けて、新座市教育委員会では平成27年3月に国指定天然記念物平林寺境内林保存管理計画を策定した。本計画では、落葉広葉樹林全体を大きく3期に分け、平成26年度から1期5年の合計15年間で、高木の伐採、下草の刈り取りを実施し、萌芽更新と傘伐施業による天然下種更新を図り、苗木の補植を組み合わせた手法によって、再生を図るものとした。

## 太田沙弥蘊沢
岩槻平林寺の大檀那であった太田沙弥蘊沢とは誰なのかについては、明らかな資料はない。
旧平林寺の梵鐘の銘には、平林寺大檀那は沙弥蘊沢と彫られている（この梵鐘は現在下妻市大宝八幡宮の所蔵となっている）。蘊沢という名は法名と考えられ、また“蘊”字は在俗参禅の居士の法名に多いことから、在家の武士であった可能性が高い。
岩槻城に拠った太田氏（太田道真、太田道灌）は源三位頼政を祖にもつ清和源氏であるが、道真・道灌もまた法名であるから蘊沢と同一人物ということはありそうにない。
『空華日用工夫略集』では大田備中守（または太田備州太守）と記載があるが、『平林寺史』ではこれは恐らく誤りであるとし、藤原秀郷流太田氏を祖とする土着の武士だったろうと結論づけている。

## 交通アクセス
詳細は公式ウェブサイトの「拝観・交通」を参照。 所要時間はおよその時間。
徒歩
野火止用水沿いに遊歩道が整備されている。
- JR武蔵野線：新座駅南口より45分（約3km）

バス
各社鉄道駅から平林寺停留所まで15〜20分程度（道路混雑状況により変動あり）。
- 東武東上線：（ひばり73系統）志木駅南口 - 東一丁目 - 平林寺 - 西武池袋線：ひばりヶ丘駅北口
- 東武東上線：志木駅南口 - 新座駅南口 - 平林寺 - 西武池袋線：ひばりヶ丘駅北口[1]
- 東武東上線：志木駅南口 - 東一丁目 - 平林寺 - 新座営業所[1]
- 東武東上線：朝霞台駅 - 平林寺 - 東久留米団地 - 西武池袋線：東久留米駅東口
- JR武蔵野線：新座駅南口 - 平林寺 - 西武池袋線：東久留米駅東口
- JR武蔵野線：新座駅南口 - 平林寺 - 西武池袋線：大泉学園駅（北口）

にて、「平林寺」下車。（全て西武バスが運行）
※ JR新座駅発着系統は、運行本数が少ないので注意。
車
平林寺に拝観者用の駐車場はない。平林寺周辺に民間駐車場はあるが、収容台数が少ないので、公共交通機関の利用が推奨されている。
- 国道254号（川越街道バイパス）「新座警察署」交差点を、新座市役所方面（南方向）へ進み、約1km[1]。